# Governo local na Austrália
Austrália tem três níveis principais do governo: Governo Federal, o Governo Estadual (ou Territorial) e governo local. Este artigo trata de Governo Local. Veja Estados e territórios da Austrália para obter informações do governo estadual.

## História
O primeiro Governo Local oficial na Austrália foi a Adelaide Corporation que foi criado pela província de Sul da Austrália em Outubro de 1840, a cidade de Sydney ea vila de Melbourne, seguido em 1842